# Microcachrys tetragona
Microcachrys tetragona é uma espécie de conífera pertencente à família Podocarpaceae. É o único membro do género Microcachrys.